# قرار مجلس الأمن التابع للأمم المتحدة رقم 1489
قرار مجلس الأمن التابع للأمم المتحدة رقم 1489، المتخذ بالإجماع في 26 حزيران / يونيو 2003، بعد التذكير بالقرار 1291 (2000) والقرارات الأخرى بشأن الحالة في جمهورية الكونغو الديمقراطية، ولا سيما القراران 1468 (2003) و1484 (2003)، مدد المجلس ولاية بعثة الأمم المتحدة في جمهورية الكونغو الديمقراطية حتى 30 يوليو 2003.
وأكد المجلس من جديد التزامه بسيادة جمهورية الكونغو الديمقراطية وسلامتها الإقليمية واستقلالها. كان هناك قلق بشأن الأعمال العدائية في شرق البلاد، ولا سيما في مقاطعة شمال كيفو. كان مجلس الأمن قد أذن بعملية أرتميس في مقاطعة إيتوري الشهر السابق بسبب القتال في تلك المنطقة.
ودعما لعملية السلام، مدد القرار ولاية بعثة منظمة الأمم المتحدة في جمهورية الكونغو الديمقراطية لمدة شهر واحد، بينما اعتبر تمديد ولاية بعثة الأمم المتحدة في جمهورية الكونغو الديمقراطية حتى 30 حزيران / يونيو 2004 على النحو الذي أوصى به الأمين العام كوفي عنان، وزيادة عدد أفراد البعثة من 8700 إلى 10800.

## روابط خارجية
- نص القرار في undocs.org